# Santiago Sosa
Santiago Leonel Sosa (ur. 3 maja 1999 w La Placie) – argentyński piłkarz pochodzenia chorwackiego występujący na pozycji defensywnego pomocnika lub środkowego obrońcy, od 2024 roku zawodnik Racing Clubu.
Posiada również obywatelstwo chorwackie.